# 爭三國
爭三國，是流傳於臺灣日治時期的三人傳統棋類，行棋採用三六九棋類，但勝利方式不同。

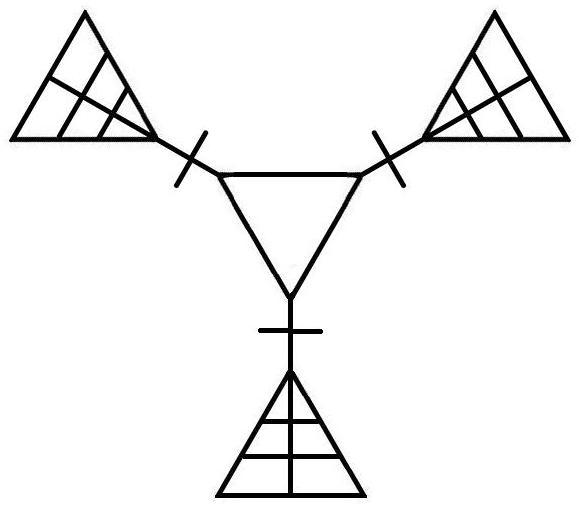
爭三國棋盤

## 棋具
- 一正三角型的各角往外延伸各接一個內有兩條垂直中分線的三角形。延伸線中間再各畫一條中分線，稱為關門。中間三角形稱為沙場；另外三個稱為國土。交叉點為棋位。
- 每人九枚棋子、與三顆石頭。

## 棋規
- 初始布置各選一外端的三角形，棋子放於接近己側的九個點。
- 每人各選一、四、七、或二、五、八、或三、六、九，此三組的三個數字。
- 每次大家一同出手，以決定誰可走一步，手中可握零到三顆石頭。若石頭總數為己方所選組的數字之一，則己棋走一步至空位或敵棋處。若至敵棋處，則將該敵棋移除遊戲。
- 以消滅兩國的所有敵棋為勝。[1]

## 變體
在福建省大田縣，有種叫吃仙桃、屎坑棋，或叫一五七、二四八、三六九的三六九棋類。棋盤為以一個圓圈為中心，往外三個方向各畫個「果」字圖連接圓圈，每人十二枚棋子，以划拳方式加起指頭數去十決定誰走，朝圓圈與兩個敵方前進。若至敵棋處，則將該敵棋移除遊戲。被逼進圈內的棋子，有名為“吃仙桃、提尿殼、掉下屎坑等三年”的不明規則。